# Morwen
Morwen («doncella oscura») es un personaje ficticio que forma parte del legendarium creado por el escritor británico J. R. R. Tolkien y que aparece en sus novelas El Silmarillion y Los hijos de Húrin. Es una adán, hija de Baragund, esposa de Húrin y madre de Lalaith, Túrin y Nienor. También es llamada Eledhwen, que significa «resplandor élfico».

## Historia
Tras la caída de Dorthonion en la Dagor Bragollach, Morwen abandonó ese territorio y fue a refugiarse a Dor-Lómin junto a otras mujeres e hijos de los combatientes. Allí, luego de su matrimonio con Húrin se transformó en la “Señora de Dor-lómin”. 
Luego de la Nírnaeth Arnoediad, cuando los Orientales tomaron Hithlum y Túrin tenía ocho años, cayó en desgracia puesto que estos la dejaron en la pobreza y la acusaban de ser una Bruja que practicaba hechicería y tuvo miedo de que su hijo fuera convertido en esclavo y lo envió (estando embarazada de Nienor) a Doriath para que quedara al cuidado de Thingol. 
En el 495 P. E. por fin huyó de Dor-Lómin con su hija y fue a refugiarse a Menegroth en donde Thingol y Melian la recibieron con honores. Al enterarse de que su hijo vivía en Amon Obel, desesperada salió a buscarlo y fue seguida por Mablung y Nienor, quien desoyendo los consejos de los Reyes de Doriath corrió en busca de su madre. Glaurung, que estaba al tanto de los movimientos, se metió en el río Narog levantando una espesa niebla que separó la pequeña compañía en Amon Ethir, la colina de los espías y Morwen se perdió. 
Un año después de la muerte de Túrin, Húrin, que había sido liberado por Morgoth, la encontró sentada a la sombra de la piedra que servía de lápida a Turambar, terriblemente avejentada; había vagado por muchos años en el Bosque de Brethil, pero ese día del encuentro ella murió y su esposo cavó una tumba al lado de la de su hijo y sobre la piedra grabó: Aquí yace también Morwen Eledhwen. Se dice que la tumba persiste sobre las aguas en Tol Morwen ("isla de Morwen"), una de los pequeñas islas que forman lo poco que quedó de Beleriand, luego de que la ira de los Valar destruyera esa parte de la Tierra Media.
- Datos: Q2339123